# Cort

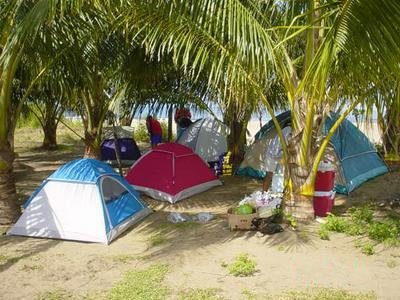
Corturi instalate pe o plajă

Cortul este o locuință temporară, demontabilă și deplasabilă, constituită dintr-o armătură rigidă acoperită cu material textil, piei de animale etc. Cortul este destinat campării în diferite locuri și găzduirii unei sau mai multor persoane.
Prim habitat construit de om, cortul a servit mai întâi ca locuință mobilă, pentru a răspunde nevoilor de deplasare ale populațiilor, pe atunci, nomade. Agricultura a marginalizat, în mod progresiv, utilizarea și interesul pentru astfel de construcții, care au fost neglijate în favoarea locuințelor construite din materiale locale, care ofereau mai multă rezistență și spațiu. Departe de a fi abandonat, cortul a avut, de atunci, o funcție specifică, îndeosebi fiind, de mult timp, adaptate exigențelor militare, înainte de a fi pe larg democratizate în secolul al XX-lea, în paralel cu concediile plătite. 

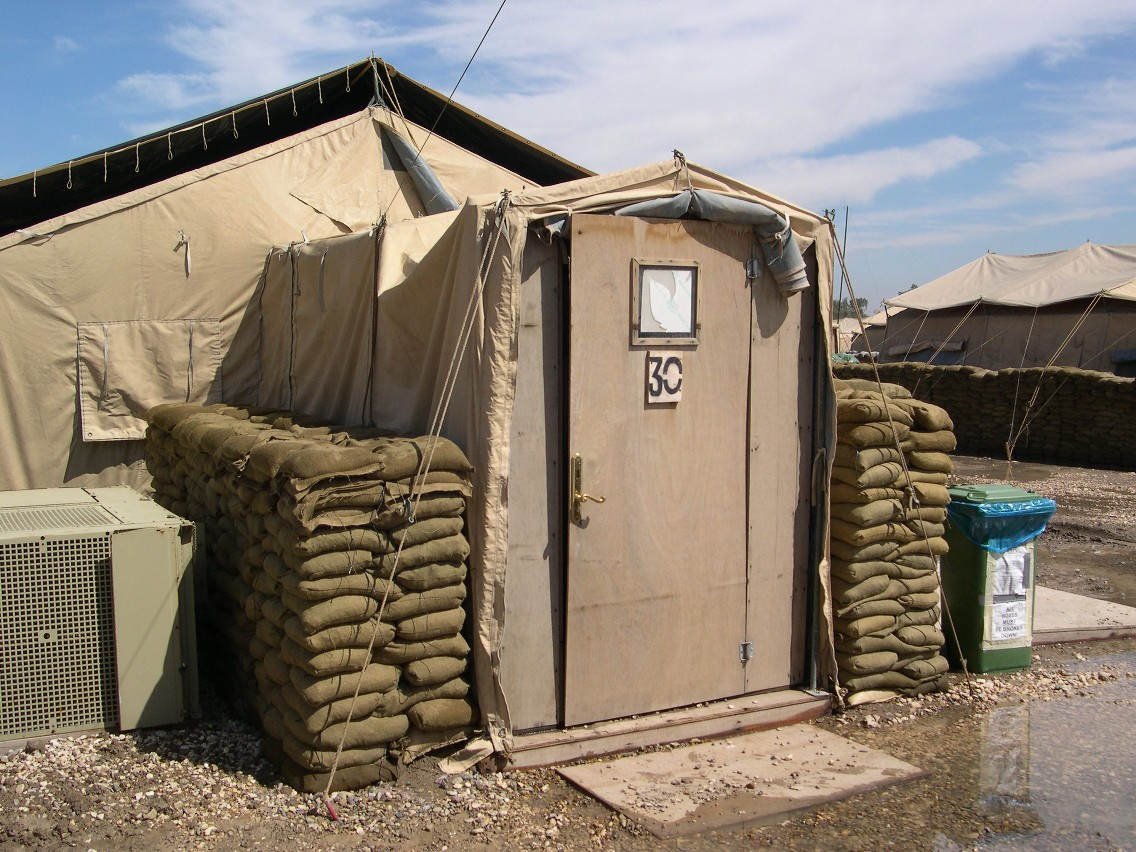
Cort al armatei Statelor Unite cu intrare din lemn, aer condiționat și saci de nisip pentru protecție. Baza Victory, Bagdad, Irak (aprilie 2004)

Mai de curând, cortul a devenit și simbolul taberelor de refugiați sau al luptei contra sărăciei extreme.
Astăzi, cortul se referă la trei tipuri principale de folosiri: militare, timp liber și umanitar. 